# Hidròxid d'estronci
L'hidròxid d'estronci (Sr(OH)2) és un àlcali càustic compost d'un ió estronci i dos ions hidròxid. S'obté a partir d'una sal d'estronci i una base forta. L'hidròxid d'estronci pot presentar-se en forma anhidra, monohidratada o octahidratada.

## Preparació
Com que l'hidròxid d'estronci és molt poc soluble en aigua, la seva preparació pot dur-se a terme agregant una base forta com el NaOH o el KOH a una solució de qualsevol sal d'estronci, normalment el nitrat d'estronci (Sr(NO3)2).
2KOH + Sr(NO3)2 -----> 2KNO3 + Sr(OH)2
El Sr(OH)2 precipita com una pols blanca. La dissolució es filtra, es renta el Sr(OH)2 amb aigua freda i posteriorment s'asseca.

## Aplicacions
S'usa en el refinat del sucre de remolatxa i com a estabilitzador en el plàstic. Absorbeix el diòxid de carboni de l'aire formant carbonat d'estronci (SrCO3)

## Precaucions
Aquest compost és un sever irritant de la pell, dels ulls i del sistema respiratori. Si s'ingereix és dolent per a la salut.